# Нардол
Нардол (англ. Nardole) — персонаж британского научно-фантастического телесериала «Доктор Кто», сыгранный актёром Мэттом Лукасом. Впервые появляется в рождественском спецвыпуске «Мужья Ривер Сонг» в качестве помощника Ривер. После событий серии он присоединяется к Двенадцатому Доктору и становится его спутником в «Возвращении Доктора Мистерио», а также десятом сезоне, наряду с Билл Поттс.
Также Нардол является первым постоянным спутником инопланетного происхождения в возрождённом «Докторе Кто» и во всём сериале за более чем 30 лет.

## История персонажа

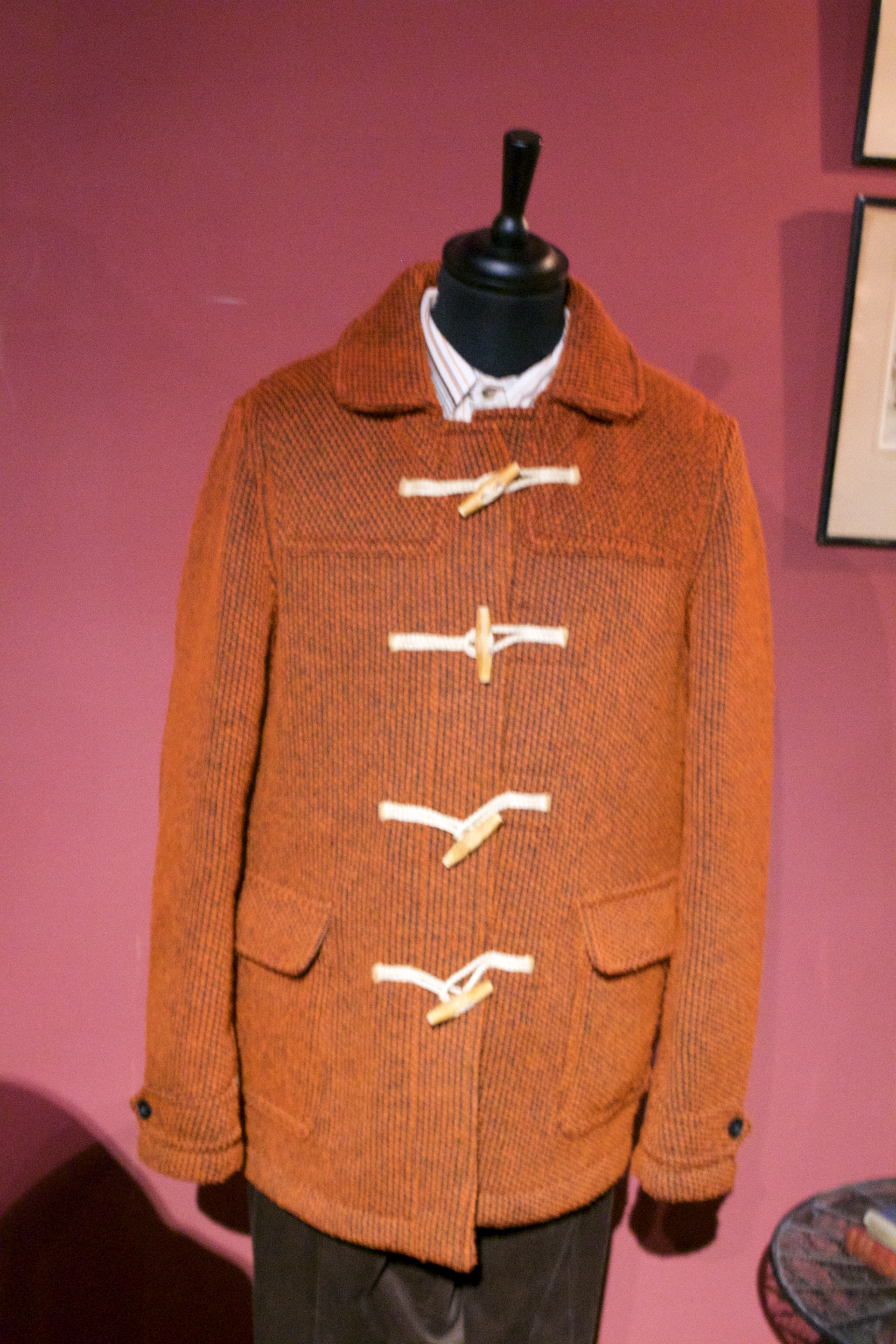
Костюм Нардола на выставке Doctor Who Experience

Нардол впервые появляется в сериале в рождественском выпуске 2015 года «Мужья Ривер Сонг». В 5343 году в человеческой колонии на планете Мендоракс Деллора профессор Сонг нанимает его себе в помощники. Именно он приводит Доктора к Ривер. В ходе эпизода Нардол лишается своего тела, однако остаётся в живых, поскольку его голова была загружена в тело короля-киборга Гидрофлакса. После 24 лет, проведённых с Ривер на Дариллиуме, Доктор возвращает пришельцу его тело. В рождественском спецвыпуске 2016 года «Возвращение Доктора Мистерио» Нардол появляется в качестве спутника Доктора, где присматривает за ним и помогает при расследовании в Нью-Йорке.
Нардол продолжает сопровождать Доктора, когда тот становится профессором в университете Святого Луки в Бристоле. Он помогает повелителю времени оберегать Хранилище на территории кампуса. Полукиборг серьёзно относится к своим обязанностям и поэтому не очень одобряет решение своего друга взять Билл Поттс студенткой на индивидуальное обучение, полагая, что она будет отвлекать Доктора от его задачи. Также ему поначалу невдомёк, что Доктор берёт Билл путешествовать в ТАРДИС. Узнав о том, что Доктор покидал университет без крайней необходимости, Нардол приходит в недовольство.
В серии «Кислород» Нардол непреднамеренно отправляется с Доктором и Билл в космос. В ходе приключения они чуть не погибают, а Доктор лишается своего зрения, о чём рассказывает своему помощнику по прибытии в университет. В «Экстремисе» становятся известны более подробные обстоятельства того, как Нардол и Доктор стали путешествовать вместе: присматривать за повелителем времени киборгу поручила Ривер, перед тем, как отправиться в Библиотеку, и теперь он считает это своим долгом. Он оказывает Доктору помощь в его задаче охранять свою заклятую подругу Мисси. В эпизоде «Пирамида на краю света» над Землёй нависает угроза в виде инопланетной расы захватчиков — Монахов. Решая эту проблему, Нардол чуть не погибает, заразившись смертельной бактериальной инфекцией, однако он выживает, благодаря нечеловеческому строению организма. Инопланетянам тем временем удаётся взять контроль над человечеством, поскольку Билл пришлось пойти на сделку в обмен на зрение Доктора, попавшего в смертельную опасность. В «Положении» Нардол, полностью оправившись, объединяется с Доктором и Билл, и совместными усилиями им удаётся прогнать захватчиков и вернуть жизнь планеты в привычное русло. В последующих приключениях с друзьями Нардол неоднократно проявляет находчивость и способность приспосабливаться к обстоятельствам.
В финале сезона «Будь вечны наши жизни»/«Падение Доктора» команда Доктора вместе с Мисси отправляется на сигнал тревоги, исходящий с космического корабля с планеты Мондас, и это приводит к тому, что Билл ранят в сердце и превращают в киберчеловека не без помощи предыдущего воплощения Мисси, Мастера. Друзьям удаётся сбежать от полчищ киберлюдей на шаттле под управлением Нардола, на котором они летят на верхние уровни корабля колонистов. В конце концов они оказываются на этаже, где находится солнечная ферма с горсткой людей. Когда дело доходит до сражения с киберлюдьми, Нардол проявляет свои навыки в области компьютеров и боевых действий, устраивая по всей округе мощные взрывы. Когда Доктор понимает, что для того, чтобы победить противников, ему придётся взорвать весь этаж целиком, он поручает Нардолу возглавить эвакуацию людей в безопасность на другую ферму выше по уровню. Неуверенный в том, что ещё когда-нибудь увидит своего друга, Нардол исполняет просьбу, осознавая, что киберлюди однажды вернутся, чтобы обратить оставшихся жителей в себе подобных. В рождественском спецвыпуске «Дважды во времени» Нардол возвращается в виде аватара из воспоминаний, собранных в конце его жизни проектом Свидетельство. Он встречает Доктора и обнимает друга на прощание перед тем, как тот регенерирует.

## Появления в «Докторе Кто»

### В сериале
| Номер | # | Серия                        | Оригинальное название         | Сценарист     | Режиссёр         | Дата выхода     |
| ----- | - | ---------------------------- | ----------------------------- | ------------- | ---------------- | --------------- |
| 263   | — | Мужья Ривер Сонг             | The Husbands of River Song    | Стивен Моффат | Дуглас Маккиннон | 25 декабря 2015 |
| 264   | — | Возвращение Доктора Мистерио | The Return of Doctor Mysterio | Стивен Моффат | Эд Базалджетт    | 25 декабря 2016 |

| Номер | #     | Серия                                 | Оригинальное название                  | Сценарист                   | Режиссёр        | Дата выхода              |
| ----- | ----- | ------------------------------------- | -------------------------------------- | --------------------------- | --------------- | ------------------------ |
| 265   | 1     | Пилот                                 | The Pilot                              | Стивен Моффат               | Лоуренс Гоф     | 15 апреля 2017           |
| 266   | 2     | Улыбнись                              | Smile                                  | Фрэнк Коттрелл Бойс         | Лоуренс Гоф     | 22 апреля 2017           |
| 267   | 3     | Тонкий лёд                            | Thin Ice                               | Сара Доллард                | Билл Андерсон   | 29 апреля 2017           |
| 268   | 4     | Тук-тук                               | Knock Knock                            | Майк Бартлетт               | Билл Андерсон   | 6 мая 2017               |
| 269   | 5     | Кислород                              | Oxygen                                 | Джейми Мэтисон              | Чарльз Палмер   | 13 мая 2017              |
| 270   | 6     | Экстремис                             | Extremis                               | Стивен Моффат               | Дэниел Неттхейм | 20 мая 2017              |
| 271   | 7     | Пирамида на краю света                | The Pyramid at the End of the World    | Питер Харнесс Стивен Моффат | Дэниел Неттхейм | 27 мая 2017              |
| 272   | 8     | Положение                             | The Lie of the Land                    | Тоби Уитхауз                | Уэйн Йип        | 3 июня 2017              |
| 273   | 9     | Императрица Марса                     | Empress of Mars                        | Марк Гейтисс                | Уэйн Йип        | 10 июня 2017             |
| 274   | 10    | Пожиратели света                      | The Eaters of Light                    | Рона Манро                  | Чарльз Палмер   | 17 июня 2017             |
| 275   | 11 12 | Будь вечны наши жизни Падение Доктора | World Enough and Time The Doctor Falls | Рэйчел Талалэй              | Стивен Моффат   | 24 июня 2017 1 июля 2017 |

| Номер | # | Серия             | Оригинальное название | Сценарист     | Режиссёр       | Дата выхода     |
| ----- | - | ----------------- | --------------------- | ------------- | -------------- | --------------- |
| 276   | — | Дважды во времени | Twice Upon a Time     | Стивен Моффат | Рэйчел Талалэй | 25 декабря 2017 |

### Романы
| Название     | Оригинальное название | Автор           | Дата выхода    | Аудиоверсия |
| ------------ | --------------------- | --------------- | -------------- | ----------- |
| Чумной город | Plague City           | Джонатан Моррис | 20 апреля 2017 | TBA         |

## Кастинг и производство
В ноябре 2015 года было впервые объявлено, что Мэтт Лукас примет участие в рождественском спецвыпуске «Мужья Ривер Сонг» в качестве одного из приглашённых актёров, где сыграет персонажа по имени Нардол. О возвращении актёра стало известно 14 июня 2016 года, когда было подтверждено, что он присоединится к основному составу сериала в десятом сезоне. Своё решение вернуть Нардола в «Доктора Кто» Стивен Моффат аргументировал тем, что Мэтт Лукас сам обратился к нему с этим предложением, и тогда шоураннер использовал возможность и вписал известного комика в сериал на постоянной основе. Изначально персонаж Лукаса должен был появиться только в нескольких сериях, однако впоследствии его роль была расширена.